# United States Census 1940
Der United States Census 1940 war die sechzehnte Volkszählung in den USA seit 1790. Als Ergebnis der Auszählung wurde für die USA zum Stichtag 1. April 1940 (die Volkszählung wurde im kompletten April durchgeführt) eine Bevölkerungszahl von 132.164.569 Einwohnern ermittelt, etwa 7,3 % mehr als zur Volkszählung 1930.
Die Daten enthalten Angaben zum Namen, zur Wohnanschrift, Beziehung zum Familienoberhaupt, Geschlecht, Rasse, Alter, Personenstand (und sofern verheiratet, Alter bei der ersten Eheschließung), Geburtsort und der der Eltern, Schulbesuch, Bildungsabschluss, Lese- und Sprachfähigkeit (letzteres für Immigranten), Beruf und Branche sowie die wöchentliche Arbeitszeit oder die Dauer der Arbeitslosigkeit und das Jahreseinkommen.
Zum Haushalt wurde erfragt, ob es sich um eine Farm oder um ein Haus handelte, um Eigentum (dann wurde zusätzlich der Wert ermittelt) oder um eine Mietwohnung (dann wurde die Miethöhe erhoben); ferner, ob ein Radio im Haushalt vorhanden war.
Die Daten sind seit 2012 verfügbar, da nach Titel 13 der Bundesgesetzgebung die Daten nach Ablauf von 72 Jahren der Öffentlichkeit zugänglich gemacht werden.
Die in den alle zehn Jahre stattfindenden Volkszählungen der Vereinigten Staaten ermittelten Einwohnerzahlen der Bundesstaaten sind der Schlüssel zur Festlegung der Anzahl der Abgeordneten aus diesen Bundesstaaten im Repräsentantenhaus der Vereinigten Staaten. Die Anpassung wird in der Regel im übernächsten Kongress nach einer Volkszählung vorgenommen.

## Bundesstaaten nach Einwohnerzahl
Bundesstaaten der USA nach Einwohnerzahl im Jahr 1940.
| Rang | Bundesstaat          | Bevölkerung |
| ---- | -------------------- | ----------- |
| 1    | New York             | 13.479.142  |
| 2    | Pennsylvania         | 9.900.180   |
| 3    | Illinois             | 7.897.241   |
| 4    | Ohio                 | 6.907.612   |
| 5    | Kalifornien          | 6.907.387   |
| 6    | Texas                | 6.414.824   |
| 7    | Michigan             | 5.256.106   |
| 8    | Massachusetts        | 4.316.721   |
| 9    | New Jersey           | 4.160.165   |
| 10   | Missouri             | 3.784.664   |
| 11   | North Carolina       | 3.571.623   |
| 12   | Indiana              | 3.427.796   |
| 13   | Wisconsin            | 3.137.587   |
| 14   | Georgia              | 3.123.723   |
| 15   | Tennessee            | 2.915.841   |
| 16   | Kentucky             | 2.845.627   |
| 17   | Alabama              | 2.832.961   |
| 18   | Minnesota            | 2.792.300   |
| 19   | Virginia             | 2.677.773   |
| 20   | Iowa                 | 2.538.268   |
| 21   | Louisiana            | 2.363.880   |
| 22   | Oklahoma             | 2.336.434   |
| 23   | Mississippi          | 2.183.796   |
| 24   | West Virginia        | 1.961.974   |
| 25   | Arkansas             | 1.949.387   |
| 26   | South Carolina       | 1.899.804   |
| 27   | Florida              | 1.897.414   |
| 28   | Maryland             | 1.821.244   |
| 29   | Kansas               | 1.801.028   |
| 30   | Washington           | 1.736.191   |
| 31   | Connecticut          | 1.709.242   |
| 32   | Nebraska             | 1.315.834   |
| 33   | Colorado             | 1.123.296   |
| 34   | Oregon               | 1.089.684   |
| 35   | Maine                | 847.226     |
| 36   | Rhode Island         | 713.346     |
| ...  | District of Columbia | 663.091     |
| 37   | South Dakota         | 642.961     |
| 38   | North Dakota         | 641.935     |
| 39   | Montana              | 559.456     |
| 40   | Utah                 | 550.310     |
| 41   | New Mexico           | 531.818     |
| 42   | Idaho                | 524.873     |
| 43   | Arizona              | 499.261     |
| 44   | New Hampshire        | 491.524     |
| 45   | Vermont              | 359.231     |
| 46   | Delaware             | 266.505     |
| 47   | Wyoming              | 250.742     |
| 48   | Nevada               | 110.247     |

## Städte nach Einwohnerzahl
Die 20 bevölkerungsreichsten Städte der USA nach Einwohnerzahl im Jahr 1940.
| Rang | Stadt            | Bundesstaat          | Bevölkerung |
| ---- | ---------------- | -------------------- | ----------- |
| 01   | New York City    | New York             | 7.454.995   |
| 02   | Chicago          | Illinois             | 3.396.808   |
| 03   | Philadelphia     | Pennsylvania         | 1.931.334   |
| 04   | Detroit          | Michigan             | 1.623.452   |
| 05   | Los Angeles      | Kalifornien          | 1.504.277   |
| 06   | Cleveland        | Ohio                 | 878.336     |
| 07   | Baltimore        | Maryland             | 859.100     |
| 08   | St. Louis        | Missouri             | 816.048     |
| 09   | Boston           | Massachusetts        | 770.816     |
| 10   | Pittsburgh       | Pennsylvania         | 671.659     |
| 11   | Washington, D.C. | District of Columbia | 663,091     |
| 12   | San Francisco    | Kalifornien          | 634,536     |
| 13   | Milwaukee        | Wisconsin            | 587.472     |
| 14   | Buffalo          | New York             | 575.901     |
| 15   | New Orleans      | Louisiana            | 494.537     |
| 16   | Minneapolis      | Minnesota            | 492.370     |
| 17   | Cincinnati       | Ohio                 | 455.610     |
| 18   | Newark           | New Jersey           | 429.760     |
| 19   | Kansas City      | Missouri             | 399.178     |
| 20   | Indianapolis     | Indiana              | 386.972     |